# Seleção Seichelense de Futebol
A Seleção Seichelense de Futebol é controlada pela Federação Seichelense de Futebol e representa Seicheles nas competições de futebol da FIFA. Ela é filiada à FIFA, CAF e à COSAFA.
O estádio da seleção Seichelense é o Stade Linité, com capacidade para 10.000 pessoas, situado em Vitória.

## História
Sem nunca ter participado de Copas do Mundo ou de edições da Copa Africana de Nações, Seicheles realizaria sua primeira partida oficial em fevereiro de 1974, contra a Seleção de Reunião, que sagrou-se vencedora por 2 a 0.
Com o comando do técnico iugoslavo Vojo Gardašević, a seleção seichelense fez sua estreia nas eliminatórias para a Copa do Mundo em 2001. Philip Zialor fez o gol de Seicheles no empate contra a Namíbia por 1 a 1, no Stade Linité. No jogo de volta, a seleção acabou derrotada por 3-0, se despedindo da competição.
Já nas eliminatórias para a Copa de 2006, a seleção perdeu para a Zâmbia por 4 a 0 em casa, porém empatou fora de casa em 1 a 1, com o gol sendo marcado por Robert Suzete. A mais importante vitória da seleção de Seicheles em jogos oficiais foi sobre Zimbabué nas eliminatórias para a Copa Africana das Nações de 2004. Os autores dos gols foram os centroavantes Alpha Badé e Philip Zialor, na partida acabada em 2-1. Sob o comando de Dominique Bathenay (volante da Seleção Francesa na Copa de 1978), a seleção venceu a Eritreia por 1-0 graças a um gol de Roddy Victor. Ambas as vitórias foram na casa da seleção, no Stade Linité.
Em 2022, disputaram um amistoso contra a Seleção de San Marino, a última colocada do ranking da FIFA. A partida terminou 0x0.
A maior vitória dos "Piratas" ocorreu em 1979: um 9 a 0 sobre a Seleção das Ilhas Maldivas, em jogo realizado também na Ilha de Reunião; já sua maior derrota aconteceria contra Madagáscar: um 6 a 0 favorável aos Barea, em jogo realizado em Antananarivo, capital do país mandante.

## Desempenho em Competições

### Copa do Mundo
- 1930 a 1978 – Não entrou
- 1982 – Não se classificou
- 1986 a 1998 – Não entrou
- 2002 a 2018 – Não se classificou

### Campeonato Africano das Nações
- 1957 a 1972 – Não entrou
- 1974 – Não se classificou
- 1976 – Não entrou
- 1978 – Não se classificou
- 1980 a 1982 – Não entrou
- 1984 a 2010 – Não se classificou
- 2012 a 2013 – Não entrou
- 2015 a 2019 - Não se classificou

## Treinadores
| - Helmut Kosmehl (1992–93) - Vojo Gardašević (1997–00) - Dominique Bathenay (2002) - Michael Nees (2002–04) - Raoul Shungu (2006–07) | - Jan Mak (2008) - Ulrich Mathiot (2008) - Richard Holmlund (2009) - Jan Mak (2010) - Michael Nees (2010) | - Andrew Amers-Morrison (2010) - Ralph Jean-Louis (2010-2011) - Gavin Jeanne (2012, interino) - Jan Mak (2013–2014) - Ulrich Mathiot (2014–2015) | - Bruno Saindini (2015, interino) - Ralph Jean-Louis (2015–2016) - Joel de Commarmond (2017, interino) - Rodney Choisy (2017, interino) - Gavin Jeanne (2018–) |